# زد/ین
زد%2Fین (انگلیسی: Z/Yen) یک اتاق فکر تجاری یا اندیشکده، شرکت مشاوره و سرمایه‌گذاری است که مقر آن در سیتی لندن است.